# Alció de les Vanuatu
L'alció de les Vanuatu (Todiramphus farquhari) és una espècie d'ocell de la família dels alcedínids (Alcedinidae) endèmic dels boscos de Vanuatu.